# Complejo Deportivo Golf y Country Club de Trujillo
El Complejo Deportivo Golf y Country Club de Trujillo es un centro deportivo ubicado en Víctor Larco en la ciudad peruana de Trujillo del departamento de La Libertad. Cuenta con diversas instalaciones deportivas como campo de golf, tenis, piscina, etc. La ODEBO en coordinación con representantes del Instituto Peruano del Deporte programó que este complejo deportivo forme parte del desarrollo de los Juegos Bolivarianos Trujillo 2013 a realizarse del 16 al 30 de noviembre del mismo año.

## Escenarios deportivos
Entre los escenarios que cuenta el complejo deportivo se encuentran:
- Campo de tenis
- Piscina
- Campo de golf.
- Campo de frontón

## Acontecimientos
- Juegos Bolivarianos de 2013